# Hymenasplenium purpurascens
Hymenasplenium purpurascens är en svartbräkenväxtart som först beskrevs av Georg Heinrich Mettenius och Oskar Kuhn, och fick sitt nu gällande namn av L.Regalado och Prada. Hymenasplenium purpurascens ingår i släktet Hymenasplenium och familjen Aspleniaceae. Inga underarter finns listade.